# Loxophlebia egregia
Loxophlebia egregia är en fjärilsart som beskrevs av William Schaus 1911. Loxophlebia egregia ingår i släktet Loxophlebia och familjen björnspinnare. Inga underarter finns listade i Catalogue of Life.